# Jules Lecoutre
Jules Lecoutre (Tourcoing, 24 aprile 1878 – Algeri, 18 aprile 1962) è stato un ginnasta francese.
Partecipò ai Giochi olimpici del 1900 di Parigi dove arrivò trentasettesimo nella gara degli esercizi combinati assieme a Paul Gibiard.